# Cobra (grupa artystyczna)
Cobra (stylizowana również jako CoBrA) – międzynarodowa awangardowa grupa artystyczna założona w Paryżu w 1948, podczas Międzynarodowej Konferencji na temat Dokumentacji Sztuki Awangardy.

## Charakterystyka
Grupa działała głównie w Brukseli do 1951. Należeli do niej malarze, pisarze i poeci z Danii, Belgii i Holandii. Nazwa została utworzona z pierwszych liter nazw stolic właśnie tych państw: COpenhaga, BRuksela i Amsterdam.
Powstanie grupy zainicjował Duńczyk Asger Jorn. Działalność grupy koordynował Christian Dotremont, będący również jej rzecznikiem i redaktorem naczelnym jej czasopisma „Cobra”. Dotremont istotnie przyczynił się do popularyzaccji grupy, zwłaszcza po 1949, kiedy to dzięki wystawie w Stedelijk Museum w Amsterdamie, zdobyła ona światową furorę.
Założeniem artystów była swobodna i spontaniczna sztuka wyzwolona z wszelkich norm. Tworzyli oni obrazy z elementami sztuki ludowej, prymitywnej, a zwłaszcza intuicyjnie pojmowanej art brut. Ich twórczość, z tendencjami do surrealizmu, ekspresjonizmu i abstrakcjonizmu, zestawiana jest obok taszyzmu i informelu jako nurtów uzupełniających. Inspirowali się twórczością dziecięcą, osób chorych psychicznie, mitami oraz sztuką krajów pozaeuropejskich. Określani byli mianem Ostatniej Awangardy XX wieku (Willemijn Stokvis).

## Członkowie grupy
Artyści holenderscy:
- Karel Appel – malarz
- Corneille (Guillaume Cornelis van Beverloo) – malarz
- Lucebert
- Constant Nieuwenhuys
- Jan Nieuwenhuys – malarz
- Anton Rooskens

Artyści belgijscy:
- Pierre Alechinsky – malarz, grafik i pisarz
- Pol Bury
- Jacques Calonne
- Christian Dotremont – pisarz
- Reinhoud d'Haese
- Joseph Noiret
- Serge Vandercam

Artyści duńscy:
- Else Alfelt
- Mogens Balle
- Ejler Bille
- Henry Heerup
- Egill Jacobsen – malarz
- Asger Jorn – malarz, aktywista polityczny, współzałożyciel Międzynarodówki Sytuacjonistycznej
- Erik Ortvad – malarz
- Sonja Ferlov Mancoba
- Carl-Henning Pedersen – malarz
- Erik Thommesen